# Тарб (регбийный клуб)
«Тарб Пирене Рагби» (фр. Tarbes Pyrénées rugby) — французский регбийный клуб из Тарба, выступающий во второй по силе лиге страны, Про Д2. Клуб основан в 1901 году под названием «Стадосест Тарбе». Команда играет на стадионе «Стад Морис-Трелю», вмещающем 16 400 зрителей. Традиционные цвета — белый и красный. «Тарб» — двукратный чемпион Франции (1920, 1973).
Клуб получил профессиональный статус в 1998 году. В 2000 году в результате организационных изменений был создан обновлённый клуб «Тарб», объединивший составы команд «Стадосест Тарбе» и «Серкль Амикаль Ланнмезане».

## Достижения
- Чемпионат Франции
  - Чемпион: 1920, 1973
  - Финалист: 1914, 1951, 1988
- Кубок Франции
  - Финалист: 1951
- Куп де л’Эсперанс
  - Победитель: 1919
- Куп Франц-Решель
  - Победитель: 1939, 1952
  - Финалист: 1954, 1972, 1983
- Куп Рене Крабо
  - Победитель: 1951, 1952, 1968, 1970
  - Финалист: 1971, 1974

## Состав
Сезон 2013/14.

## Тренеры
- 2001—2002: Ролан Пюжо и Алекс Мартинес
- 2002—2003: Ролан Пужо и Даниэль Сантаман
- 2003: Алекс Мартинес и Даниэль Сантаман
- 2003—2004: Алекс Мартинес и Жан-Шарль Ламан
- 2004—2006: Жан-Луи Люно и Франсис Лета
- 2006—2008: Филипп Карбонно и Фредерик Тороссьян
- 2008: Кристиан Мартинес и Филипп Беро
- 2008—2009: Фредерик Боден и Филипп Беро
- 2009—2012: Филипп Беро и Разван Мавроден
- 2012—н. в.: Пьер-Анри Бронкан и Николя Надо